# الجذوة (النادرة)

تعديل مصدري - تعديل

الجذوة محلة تابعة لقرية النصاب، التابعة لعزلة مقنع الاعلى بمديرية النادرة إحدى مديريات محافظة إب في الجمهورية اليمنية، بلغ تعداد سكانها 154 حسب تعداد اليمن لعام 2004.